# اندرسون (کارولینای جنوبی)
اندرسون(به انگلیسی: Anderson) شهری در ایالت کارولینای جنوبی کشور ایالات متحده آمریکا است که جمعیت آن در سرشماری سال ۲۰۱۰ میلادی، ۲۶٬۶۸۶ نفر بوده‌است.
اندرسون خانه دانشگاه اندرسون است ، یک دانشگاه جامع انتخابی خصوصی که تقریباً ۳۴۰۰ دانشجوی کارشناسی و کارشناسی ارشد دارد.